# Crampe abdominale
 (novembre 2012).
Si vous disposez d'ouvrages ou d'articles de référence ou si vous connaissez des sites web de qualité traitant du thème abordé ici, merci de compléter l'article en donnant les références utiles à sa vérifiabilité et en les liant à la section « Notes et références ».
La crampe abdominale est une douleur abdominale dont la sensation rappelle celle d'une crampe musculaire  : une douleur fixe, persistante et profonde au niveau de l'abdomen, dans la plupart des cas à l'épigastrique.

## Causes
De nombreuses maladies ont comme symptômes la crampe abdominale. En voici quelques-unes :
- L'appendicite : En plus de crampes abdominales, des crampes musculaires au niveau des abdominaux se ressentiront. Mais ce qui va orienter le diagnostic médical, c'est la température du corps liée à la fièvre.
- Cholécystite : De violentes crampes font leur apparition dans la région sous-costale droite jusqu'à bloquer l’inspiration profonde et provoquer la toux.
- Constipation
- Gastro-entérite : Des crampes dans la région du côlon.
- Maladies thoraciques
- Hoquet
- Stress
- Toutes les maladies inflammatoires intestinales
- La pancréatite
- La colique néphrétique
- Les occlusions intestinales
- Les péritonites
- La dissection de l'aorte abdominale
- L'ensemble des intoxications alimentaires
- Les reflux gastro-œsophagiens (RGO)
- L'indigestion

### Chez les nourrissons
Les nourrissons peuvent également être victimes de crampes abdominales ; essentiellement en cas de gaz et de colites.